# Fülöp Miklós
Fülöp Miklós (Kolozsvár, 1935. április 4. –) erdélyi magyar író.

## Életútja
A Kolozsvári Állami Magyar Opera kórusában énekelt, majd építésztechnikusként építőtelepen dolgozott. Az Igazság, Ifjúmunkás és Utunk hasábjain tűnt fel humoros karcolataival. 1984-ben kivándorolt az Egyesült Államokba.

## Kötetei
- A hóember nem vérzik (Forrás, 1973)
- Humoróra : egyfelvonásos vígjáték (Kolozsvár, 1973)
- Suttogások : humoreszkek (Kolozsvár, 1977)
- Testvérünk, Borika (Kolozsvár, 1978)
- Vasárnap, szombat. Elbeszélések (Bukarest, 1980)
- Mi újság, kicsi Péntek? / János közlegény. Kisregények (Kolozsvár, 1983)
- Örömvirág : elbeszélések (Bukarest, 1984)